# Eugene Alexandrov
Eugene Borisovich Alexandrov (em russo:  Евгений Борисович Александров, Leningrado, 13 de abril de 1936, União Soviética) é um físico russo, membro da Academia de Ciências da Rússia (desde 1992).
Recebeu o Prêmio Estatal da URSS de 1978 e a Medalha de Ouro Lebedev de 2016.